# Minoterie Teixidor
La Minoterie Teixidor (en Catalan : Farinera Teixidor) est un bâtiment moderniste conçu par Rafael Masó i Valentí en 1910 au 42 rue Sainte Eugènia à Gérone. c'est une des œuvres les plus représentatives du Modernisme dans la ville. C'est une œuvre qui fait partie de l'inventaire du patrimoine architectural de Catalogne.

## Description
L'ensemble du bâtiment se compose de plusieurs parties qui occupent un vaste terrain situé entre l'autoroute de Sta. Eugenia et le réservoir de Monar. D'une part, le bâtiment destiné aux bureaux et aux logements des propriétaires, formé de deux corps indépendants reliés au niveau du premier étage par une passerelle avec des arcs paraboliques. 
Les façades présentent un revêtement en pierre et les autres murs sont en plâtre et présentent des éléments en céramique blanche émaillée dans les couronnements et les ouvertures. Les pinacles asymétriques sont intéressants, la conception des pièces en céramique et la forge des barres et des portes. Par la suite, les entrepôts latéraux qui ont plus d'éléments du dix-neuvième siècle sont construits. Les pièces de forge sont l'œuvre du serrurier Nonici Cadenas à Gérone. Les céramiques émaillées proviennent de l’usine Coromines de la Bisbal. Toutes ces pièces ont été dessinées par Rafael Masó. Sa construction a commencé en 1910. Par la suite, en 1916, il y a eu une extension et en 1923, l'entrepôt latéral a été construit.

## Histoire
L'industriel Alfons Teixidor chargea Masó de concevoir une œuvre qui avec le temps devint la plus emblématique de l'architecte: un complexe intégré pour le logis de la famille Teixidor, le corps de bureaux et les locaux industriels, destinés à la minoterie et à ses entrepôts. Il peut sembler bizarre de trouver aujourd'hui une minoterie au beau milieu de la ville, mais à l'époque, la zone n'était pas construite de grands bâtiments  d'habitation ou de parkings, mais dépendait de la commune de Sainte Eugènia de Ter.
Les bâtiments furent bâtis en plusieurs étapes par un jeune Masó faisant le choix du modernisme, avec des influences de Gaudí, de Charles Rennie Mackintosh et de la Sezession viennoise. Les pièces de majolique blanche de l'atelier d'Antoni Serra, les écailles des frères Coromina, la forge de Cadenas et les vitraux de Rigalt, Granell & Cia. permettent à Masó de réaliser un bâtiment qui révèle sa fonction depuis l'extérieur. Les pinacles arrondis en forme d'épis de blé, les revêtements en carreau blancs et la couleur blanche des façades avant sa restauration, font allusion aux montagnes de farine. L'architecte écrivit:

« Finalement, les toits et la coupole seront blancs. Tout enneigés ! Je veux que ce soit vraiment la maison de la farine »

L'ensemble comprend deux corps unis par un grand passage, le corps de droite est destiné au logis, celui de gauche aux bureaux bâtis entre en 1910 et 1911. Quatre années plus tard s'y ajouta un entrepôt à droite des deux corps. Postérieurement, en 1923, s'y ajoutèrent deux autres entrepôts à la gauche de l'ensemble.
On accède à l'intérieur de l'île en passant sous le passage. L'ensemble a un grand intérêt tant par ses volumes, que par sa composition et ses détails décoratifs innombrables. De façon résumée, il faut signaler la pierre de la plante basse, avec différents jeux de formes et textures de fini; le stuc du reste de parements, de laquelle se détache une céramique blanche avec de nombreuses formes, reliefs et détails décoratifs. L'ensemble est également orné d'éléments en fer forgé comme les grilles des fenêtres, des portes et de la grille d'entrée, avec un dessin en forme d'épi, les fanaux terminés par du verre bleu. Les vitraux sont aussi intéressants, les formes des fenêtres et des éléments structuraux et constructifs, et les tuiles vitrées vertes.
Les bâtiments ont été restaurés récemment et accueillent actuellement le siège de l'éditeur du quotidien El Punt.
D'autres œuvres de Rafael Masó sont également connues : la Maison Teixidor (la Puntxa) près de la minoterie, la Maison Salieti, la Pharmacie Masó-Puig aujourd'hui connue comme Pharmacie Saguer, ou la Casa Masó, qui fut sa maison natale et d'habitation jusqu'à son mariage avec Esperança Bru en 1912, et qui abrite aujourd'hui la Fondation Masó et le musée où se gardent les souvenirs de sa famille.

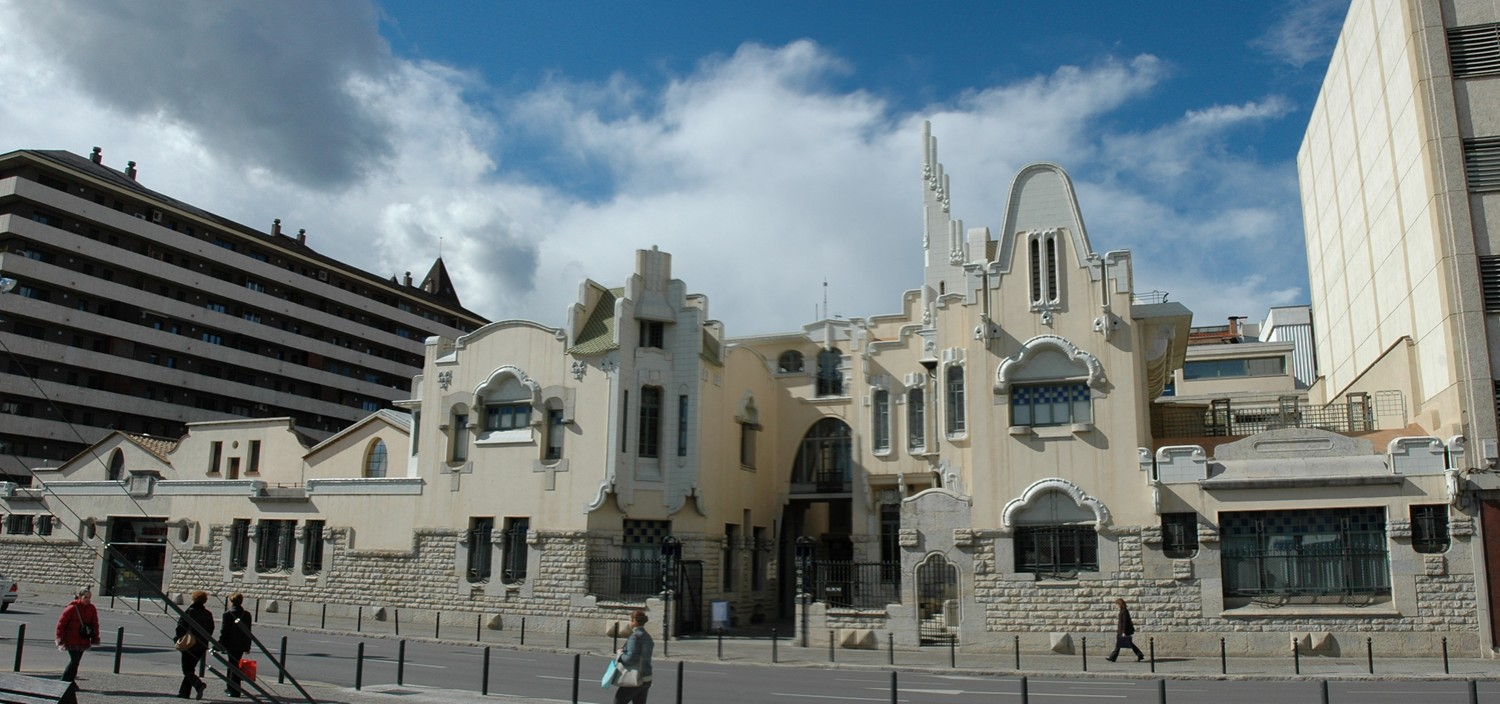
La minoterie Teixidor